# Coupe des Pays-Bas de football 1901-1902
Navigation
Coupe des Pays-Bas 1900-1901 Coupe des Pays-Bas 1902-1903
La Coupe des Pays-Bas de football 1901-1902, nommée la KNVB Beker, est la 4e édition de la Coupe des Pays-Bas.

## Déroulement de la compétition
Tous les tours se jouent en élimination directe. À chaque tour, un tirage au sort est effectué pour déterminer les adversaires.

## Finale
La finale se joue le 8 mai 1902 à Heemstede, le HFC Haarlem bat le HBS La Haye 2 à 1 et remporte son premier titre.